# Dolichometra leucantha
Dolichometra leucantha är en måreväxtart som beskrevs av Karl Moritz Schumann. Dolichometra leucantha ingår i släktet Dolichometra och familjen måreväxter. Inga underarter finns listade i Catalogue of Life.